# Tetraneura asymmachia
Tetraneura asymmachia är en insektsart. Tetraneura asymmachia ingår i släktet Tetraneura och familjen långrörsbladlöss. Inga underarter finns listade i Catalogue of Life.